# Ficus mucuso
Ficus mucuso là một loài thực vật có hoa trong họ Moraceae. Loài này được Welw. ex Ficalho mô tả khoa học đầu tiên năm 1884.